# Silver Sky Líneas Aéreas
Silver Sky Líneas Aéreas fue un proyecto muy avanzado para una nueva aerolínea de capitales argentinos dispuesta a ocupar el vacío que dejó la desaparecida Southern Winds. El responsable de este proyecto fue el empresario mendocino Ricardo Lasmartres, que tenía como objetivo abastecer la demanda del mercado aeronáutico comercial argentino, que hace varios años se encuentra deficiente ya que varias aerolíneas quebraron y dejaron a Aerolíneas Argentinas/Austral Líneas Aéreas como única opción para volar a algunos de los destinos a los que Lasmartes prometía llegar con Silver Sky.

## Destinos
Los destinos que se habían anunciado por parte de Silver Sky son:
- Aeroparque - Córdoba

- Aeroparque - Mendoza

- Córdoba - Aeroparque

- Córdoba - Mendoza

- Mendoza - Aeroparque

- Mendoza - Córdoba

## Flota
La flota de Silver Sky estaba compuesta por:
- 1 Boeing 737-200Adv matriculado LV-BIF ex Delta Airlines.

## Proyecto frustrado
Finalmente Ricardo Lasmartres como voz oficial reconoció que el sueño de tener una aerolínea mendocina quedó atrás. Responsabilizo a la burocracia y a un mercado cambiante y regulado por la frustración, también al exsecretario de Transporte Ricardo Jaime. Aseguró que el proyecto Silver Sky Líneas Aéreas dejó cuatro millones de dólares en el camino.